# Outpost Snipe
Outpost Snipe var en fjerntliggende stilling i Ægypten. Forsvaret af Outpost Snipe var en kamp under Andet slag om el-Alamein i Ørkenkrigen under 2. Verdenskrig. Det erindres især på grund af den ihærdighed, som blev udvist af de involverede tropper og er et udmærket eksempel på en kamp mod overvældende odds. 
Den 27. oktober 1942 var 2. bataljon af Riffelbrigaden med støttetropper, herunder 19 6-punds anti-tank kanoner blevet beordret til at tage opstilling på en sted i ørkenen, som blev kaldt "Snipe" – en lille hulning i et ellers fladt landskab, der var velegnet som forsvarsstilling. Da stillingen var klar, blev den anvendt til at igangsætte en yderligere fremrykning af en større troppeenhed, 24. pansrede brigade. 
Det indledende fremstød bragte bataljonen frem til det, som de troede var "Snipe"; men det viste sig, at det var en tilsvarende lavning ca. 800 meter syd for det planlagte mål. Efter at have etableret en base blev der udsendt spejdere, som opdagede at en større gruppe af blandede italienske og tyske kampvogne foruden infanteri havde slået lejr i nærheden. Det viste sig faktisk, at bataljonen befandt sig imellem en række fjendtlige enheder. Isolerede ildkampe og træfninger fortsatte natten igennem.
Tidligt næste dag passerede to kampvognskolonner Outpost Snipe, tilsyneladende uvidende om den styrke, der lå gemt der. Tropperne åbnede ild med 6-punds anti-tank kanoner, som beskød de tyndt pansrede sider af kampvognene og ødelagde 16 kampvogne uden egne tab. Imidlertid var deres stilling nu kendt og de begyndte at blive beskudt med artilleri. 
I løbet af resten af dagen og den efterfølgende fortsatte Outpost Snipe med at blive beskudt og angrebet af kampvogne, herunder en kort episode, hvor de blev beskudt af egne enheder. Fejltagelsen blev opdaget da observatører konstaterede at "fjenden" rent faktisk beskød tyskerne. 24. pansrede brigade forsøgte at rykke bataljonen til undsætning, men blev slået tilbage. 
Mellem kl. 13 og 17 stod forsvarerne af Snipe overfor adskillige angreb fra fjendtlige kampvogne. På dette tidspunkt var ammunitionen ved at slippe op, og løjtnant J. E. B. Toms foretog en vanvittig ekspedition med en jeep tilbage til egne linjer for at hente flere granater. Han overlevede og fik fat i ammunitionen, men hans jeep blev ødelagt. 
Ordren om tilbagetrækning blev modtaget kl. 23. om aftenen. Kun en fungerende kanon blev bragt tilbage fra forposten, de resterende blev ødelagt inden tropperne trak sig tilbage. 
Bataljonen mistede 72 mand, men ødelagde omkring 60 fjendtlige køretøjer. Oberstløjtnant Victor Turner blev tildelt Victoriakorset for sin deltagelse i slaget.